# 주장책임
주장책임이란 어떤 법률효과의 요건사실이 당사자의 주장을 통하여 소송에 현출되지 않는 결과 이에 기한 유리한 법률효과의 발생이 인정되지 않는 당사자의 불이익을 말한다.

## 같이 보기
- 증명책임